# Monossido di carbonio
Il monossido di carbonio (o ossido di carbonio o ossido carbonioso) è un gas incolore, inodore e insapore, leggermente meno denso dell'aria. A seconda della concentrazione e del tempo di esposizione può risultare altamente tossico per gli animali, sia vertebrati che invertebrati, che usano l'emoglobina per trasportare l'ossigeno all'interno dell'organismo; in piccole quantità viene tuttavia prodotto dal normale metabolismo animale e si ritiene svolga alcune normali funzioni biologiche. La sua formula chimica è CO, cioè la sua molecola è formata da un atomo di carbonio e uno di ossigeno legati con triplo legame. 
La sua concentrazione nell'atmosfera è variabile e ricopre un ruolo nella formazione dell'ozono a livello del suolo: si miscela bene nell'aria, con la quale forma facilmente miscele esplosive; in presenza di polveri metalliche finemente disperse, forma metallocarbonili tossici e infiammabili; può reagire vigorosamente con ossigeno, acetilene, cloro, fluoro, ossidi di azoto.
Viene prodotto da reazioni di combustione in difetto di aria (cioè quando l'ossigeno presente nell'aria non è sufficiente a convertire tutto il carbonio in anidride carbonica), per esempio negli incendi di foreste e boschi, dove il prodotto principale della combustione rimane comunque l'anidride carbonica; altre fonti naturali sono i vulcani, mentre la maggior parte si genera da reazioni fotochimiche che avvengono nella troposfera; inoltre si sprigiona durante le combustioni in ambienti chiusi e dalle vecchie stufe a gas liquido, responsabili dell'alta frequenza di intossicazione da monossido di carbonio in caso la stufa non abbia efficiente aerazione.

## Produzione e usi
Il monossido di carbonio è un prodotto della combustione incompleta dei combustibili organici (ad esempio: carbone, olio, legno, carburanti). Il CO è inoltre un combustibile importante perché rilascia una considerevole quantità di calore quando brucia all'aria, secondo la reazione:
2 CO + O2 → 2 CO2
ΔH0gas = -565,53 kJ/mol
Importanti combustibili industriali a base di monossido di carbonio sono il gas d'acqua (una miscela di CO e H2), il gas d'aria (una miscela di CO e N2) e il gas da carbone (miscela di CO, H2, CH4 e CO2, prodotto per distillazione del carbone e conservato nei gasometri). Quest'ultimo era il cosiddetto gas di città, fornito nelle case per cucinare e per il riscaldamento; oggi sostituito dal gas naturale, costituito principalmente da metano (CH4).
Il gas d'acqua viene prodotto facendo passare del vapore su carbone scaldato:
C + H2O → CO + H2 (gas d'acqua)
La reazione è tuttavia endotermica, è necessario pertanto interrompere il flusso di vapore e insufflare aria per scaldare nuovamente il carbone.
Il gas d'aria si ottiene invece facendo passare aria sul carbone sempre scaldato:
2 C + O2 + 4 N2 → 2 CO + 4 N2 (gas d'aria)
Questa reazione è invece esotermica, perciò non occorre riscaldare il carbone come nel caso precedente. Il gas d'acqua ha un potere calorifico maggiore di quello del gas d'aria.
In laboratorio, il CO è prodotto per disidratazione dell'acido formico con acido solforico (H2SO4) concentrato:
HCOOH → CO + H2O (in presenza di H2SO4)
Il monossido di carbonio è molto reattivo: si combina facilmente con l'ossigeno, lo zolfo e gli alogeni fluoro, cloro e bromo
CO + 1/2 O2 → CO2
CO + S → COS
CO + Cl2 → COCl2 (fosgene o cloruro di carbonile)
Il cloruro di carbonile è estremamente tossico ed è usato come gas asfissiante. È usato anche per ottenere diisocianato di toluene, un intermedio nella preparazione di materie plastiche.
Il CO è inoltre un legante molto importante: può donare un doppietto di elettroni a molti metalli di transizione, formando composti carbonilici. Nel processo Mond ad esempio veniva usato per purificare il nichel, usando gas d'acqua per produrre il CO:
Ni + 4 CO → Ni(CO)4 (T = 50 °C)
Il nichel tetracarbonile per evaporazione può essere separato dalle impurezze; il nichel viene quindi recuperato decomponendolo per riscaldamento a 250 °C.

### Altri usi
Viene inoltre utilizzato per la taratura dei rilevatori di gas domestico, nella fabbricazione di semiconduttori, come conservante e come "effetto speciale" per rendere più lucido il cibo quando deve essere fotografato.

## Tossicità

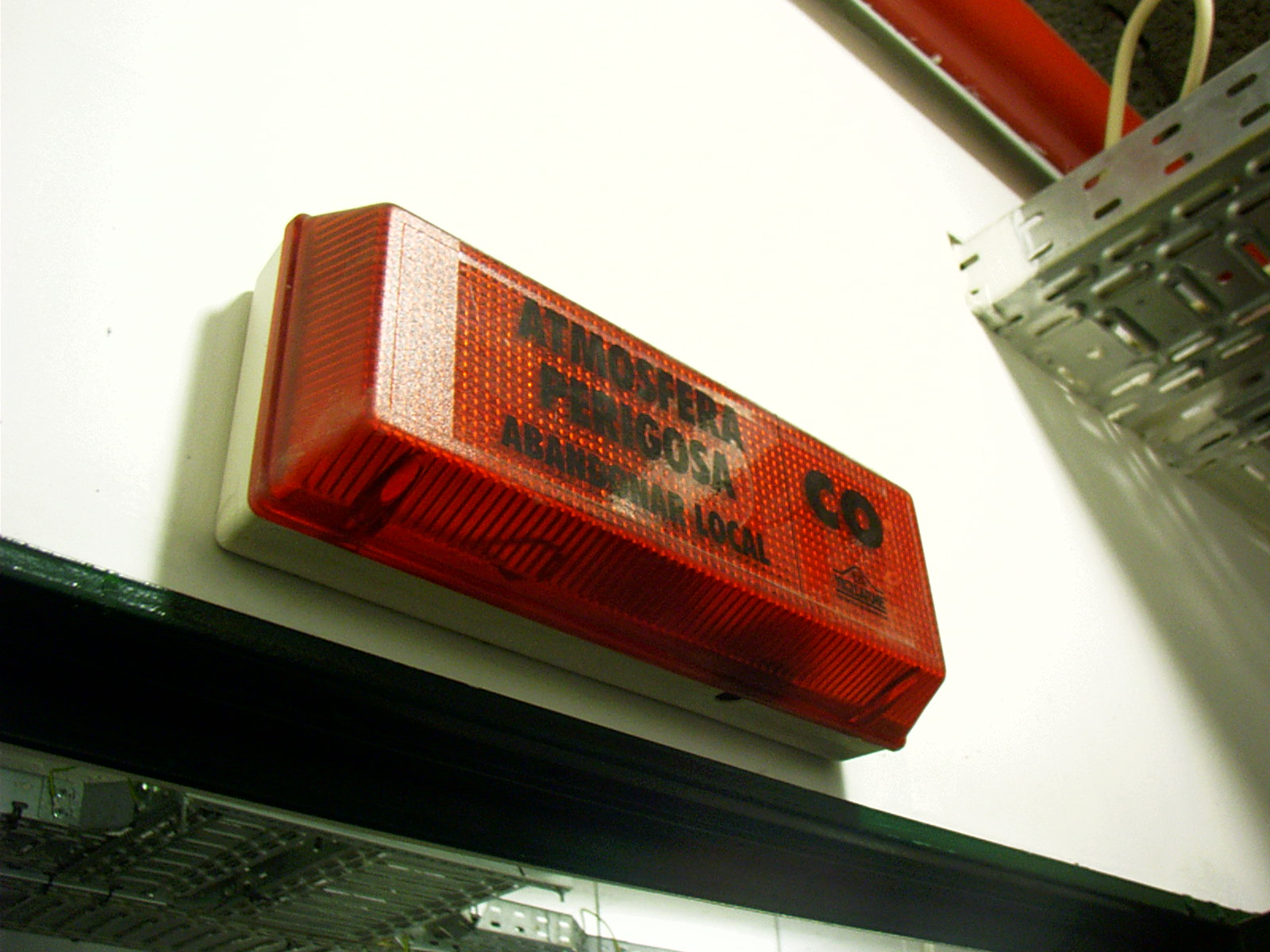
Segnale luminoso di emergenza per rivelare la presenza di elevata concentrazione di monossido di carbonio.

Il monossido di carbonio è un'emotossina, perché legandosi saldamente allo ione del ferro nell'emoglobina del sangue forma un complesso (chiamato carbossiemoglobina) 300 volte più stabile di quello formato dall'ossigeno (chiamato ossiemoglobina), ostacolando così il trasporto di ossigeno nel sangue. Tale affinità scaturisce dalla struttura dei suoi orbitali molecolari: infatti, a differenza dell'ossigeno, non solo cede un doppietto di elettroni al ferro, ma ha anche due orbitali π liberi che possono ricevere ulteriori elettroni dagli orbitali d del ferro, stabilizzando ulteriormente il complesso. I gasorecettori che rilevano il CO legano il CO tramite gruppi eme e possono essere fattori di trascrizione.